# Nietzchka Keene
Nietzchka Keene (26 de juny de 1952 - 20 d'octubre de 2004) va ser una directora i escriptora de cinema nord-americana, coneguda per The Juniper Tree, un llargmetratge rodat a Islàndia protagonitzat per la cantant islandesa Björk en el seu primer paper cinematogràfic. Li van diagnosticar càncer de pàncrees a la primavera de 2004 i va morir, als 52 anys, el 20 d'octubre de 2004. Va ensenyar realització i edició de cinema a la Universitat de Wisconsin-Madison fins a la seva mort.

## Vida i carrera
Va néixer el 1952 i es va criar prop de Boston, Massachusetts. Va rebre la seva llicenciatura el 1975 en lingüística germànica a la Universitat de Massachusetts Amherst i el seu màster en Belles Arts en producció cinematogràfica a la Universitat de Califòrnia a Los Angeles el 1979. Mentre estava a UCLA, va exercir com a assistent d'investigació en Islandès Antic sota la direcció del doctor Jesse Byock.
Keene va treballar en diverses funcions a la indústria cinematogràfica a Los Angeles mentre assistia a l'escola de postgrau, incloent posicions com a gravadora per a un estudi de so, editora de diàlegs en una casa de postproducció, projeccionista i mesclador ade re-enregistrament a UCLA. Va produir tres curtmetratges com a estudiant de postgrau: Friends (1977), Still (1978) i Hinterland (1983). El 1986, després de tornar del seu any Fulbright, va escriure el guió de The Juniper Tree i va tornar a Islàndia a rodar la pel·lícula el 1987. Va ser la primera pel·lícula protagonitzada per la coneguda cantant i actriu Björk, en el paper d'una nena petita en una història basada en un conte de fades dels germans Grimm. Va guanyar una beca Verna Fields Memorial de la UCLA el 1987 per editar The Juniper Tree, completant-la el 1989. S'ha projectat en més de 23 festivals i esdeveniments d'invitació d'arreu del món, com ara el Sundance Film Festival, l' Harvard Film Archive i l'Art Institute of Chicago. Va guanyar el Prix du Public al Festival des Films des Femmes de Montreal el 1990 i el Primer Premi de Primera Pel·lícula al Festival Internacional de Cinema de Troia a Troia, Portugal el 1991.
Va produir un curtmetratge, Aves, el 1994, amb beques de la National Endowment for the Arts i de la Universitat de Miami, que usà innovadores tècniques d'animació per il·luminar l'estat espiritual d'una monja de clausura. Aquestes es poden veure altre cop en el seu segon llargmetratge, Heroine of Hell, que va ser subvencionat per una beca de l'Independent Television Service, una iniciativa de producció finançada per PBS llançada als inicis de la dècada dels 1990 per a desenvolupar el treball creatiu innovador per a la televisió pública.
Va rodar Heroine of Hell, una narració que combina la iconografia medieval amb una història actual i protagonitzada per Catherine Keener i Dermot Mulroney, a Miami, i la va completar el 1995. Es va distribuir a través de PBS a les estacions membres el 1996.
Un guió de llarga durada, La Bella Dorment, va ser optat per un cineasta independent a Los Angeles el 1991. Keene tenia dos projectes en curs en el moment de la seva mort. Un, un guió titulat Belle, es basava en la història real d'una assassina en sèrie, Belle Gunness, a La Porte, Indiana, als primers anys del segle xx. Gairebé havia acabat un tercer llargmetratge, Barefoot to Jerusalem, en el moment de la seva mort.
Barefoot to Jerusalem és la història del viatge d'una dona, després del suïcidi del seu amant, a través d'un paisatge solitari que la porta enfrontar-se al diable. La pel·lícula es va rodar a Madison, Wisconsin i a la península superior de Michigan el 2001 i es trobava en les etapes finals de postproducció en el moment de la seva mort. Des de llavors s'ha completat i es va llançar el 2008.